# Pierre-Nicolas-Joseph de Bourguet de Travanet
Pour les articles homonymes, voir Bourguet.
Pierre-Nicolas-Joseph, vicomte de Bourguet de Travanet (12 octobre 1753 à Réalmont - 24 mars 1812 à Paris) est un militaire et homme politique français.

## Biographie
Ayant suivi la carrière militaire, il appartenu à l'armée avec le grade d'adjudant-commandant. Après le 18 brumaire, il devint sous-préfet de Castres. 
Il occupait ce poste lorsque le Sénat conservateur le désigna, le 27 mars 1802, pour représenter le Tarn au Corps législatif, où il siégea jusqu'en 1810.
Son frère, le marquis Jean-Joseph-Guy-Henry Bourguet de Guilhem de Travanet, fut propriétaire de l'abbaye de Royaumont. Il en hérite à son décès. Sa sépulture se trouve au cimetière d'Asnières-sur-Oise.

## Source
- « Pierre-Nicolas-Joseph de Bourguet de Travanet », dans Adolphe Robert et Gaston Cougny, Dictionnaire des parlementaires français, Edgar Bourloton, 1889-1891 [détail de l’édition]